# Зигфрид III фон Бойнебург
Зигфрид III фон Бойнебург (Siegfried III. von Boyneburg) (1050/55 — 1107) — граф Бойнебурга с 1083.
Младший сын баварского герцога Оттона Нордхеймского и его жены Рихенцы Швабской.
В 1075—1076 гг. вместе с братом Куно был заложником короля Генриха IV. В этот период произошло их сближение, и они сделались его преданными сторонниками (в отличие от отца).
В 1083 г. после смерти Оттона Нордхеймского Зигфрид III унаследовал графство Бойнебург, земли в Гессене, Неттегау и Иттергау и фогство монастырей Корвей и Нортхейм.
В 1101 году умер его брат Генрих Толстый. Несмотря на то, что у покойного был сын, Зигфрид III получил в управление его земли в районе Бойнебурга и Нортхейма.
Имя и происхождение жены не известны. Дети:
- Зигфрид IV (ум. 1144), граф Бойнебурга
- Генрих (ум. после 1152), аббат Корвея (1143—1146)
- Юдит, аббатиса в Кемнаде.